# Yazmin Jauregui
Yazmin Yazareth Gutiérrez Jauregui, född 28 februari 1999, är en mexikansk MMA-utövare som sedan 2022 tävlar i organisationen Ultimate Fighting Championship.